# John Patrick
John Patrick (Louisville, Kentucky, 17 de mayo de 1905 - Delray Beach, Florida, 7 de noviembre de 1995) fue un dramaturgo y guionista estadounidense.

## Trayectoria
John Patrick Goggin fue abandonado por sus padres siendo aún muy joven y pasó buena parte de su adolescencia en casas de acogida e internados. A los 19 años, consiguió un trabajo como locutor en Radio KPO en San Francisco, California. En 1925 se casa con Mildred Legaye. Escribió más de mil guiones para el programa de radio Cecil & Sally entre 1928 y 1933. Los únicos actores del espectáculo eran el propio Patrick y Helen Troy.
Su primera obra de teatro fue Hell Freezes Over, dirigida por Joshua Logan, y se estrenó en Broadway en 1935. Su segunda obra The Willow and I (1942) estuvo protagonizada por Martha Scott y Gregory Peck. Inmediatamente después, Patrick se alistó en el American Field Service para prestar servicios médicos del ejército británico que luchaban la Segunda Guerra Mundial. Sirvió en el Octavo Ejército de Bernard Montgomery en Egipto y posteriormente viajó a la India y Birmania.
De regreso a Estados Unidos continuó su carrera como dramaturgo, con sucesivos éxitos como The Curious Savage (1950) and Lo and Behold (1951) y sobre todo The Teahouse of the August Moon (1953), adaptación de la novela homónima de Vern Sneider.
En cuanto a su trabajo como guionista cinematográfico, pueden mencionarse como títulos más destacados la propia adaptación de The Teahouse of the August Moon (1956), con Marlon Brando y Glenn Ford, Alta sociedad (1956), Charles Walters, con Grace Kelly, Les girls (1957), de George Cukor con Gene Kelly, El mundo de Suzie Wong (1960), de Richard Quine, con William Holden y Las sandalias del pescador (1968), de Michael Anderson, con Anthony Quinn.
Ganador del Premio Pulitzer en 1954 por The Teahouse of the August Moon.

## Premios y distinciones
Premios Óscar
| Año  | Categoría       | Película                        | Resultado |
| ---- | --------------- | ------------------------------- | --------- |
| 1947 | Mejor argumento | El extraño amor de Martha Ivers | Nominado  |